# Пириу-Богій
Пириу-Богій (рум. Pârâu Boghii) — село у повіті Бакеу в Румунії. Входить до складу комуни Пиргерешть.
Село розташоване на відстані 207 км на північ від Бухареста, 40 км на південний захід від Бакеу, 123 км на південний захід від Ясс, 142 км на північний захід від Галаца, 104 км на північний схід від Брашова.

## Населення
За даними перепису населення 2002 року у селі проживали 482 особи, з них 481 особа (99,8%) румунів. Рідною мовою 481 особа (99,8%) назвала румунську.